# Adolf Jensen
Adolf Jensen (Königsberg, 1837 – Baden-Baden, 1879) è stato un pianista e compositore tedesco.
Prese qualche lezione di teoria musicale, pianoforte e violoncello da Friedrich Wilhelm Marpurg e un paio di consigli da Franz Liszt. In seguito si recò in Danimarca per ascoltare le lezioni di Armonia e Composizione tenute da Niels Gade ma sostanzialmente fu autodidatta; insegnò a Königsberg e a Berlino. Nell'ambito della sua produzione sono pregevoli soprattutto i Lieder di gusto schumanniano. Compose anche un'opera teatrale, cantate, due pezzi per orchestra e molti pezzi, per lo più brevi, per pianoforte.
Suo fratello Gustav (1843-95), violinista e compositore, pubblicò una fortunata antologia di musica classica per violino.